# 衛星星系

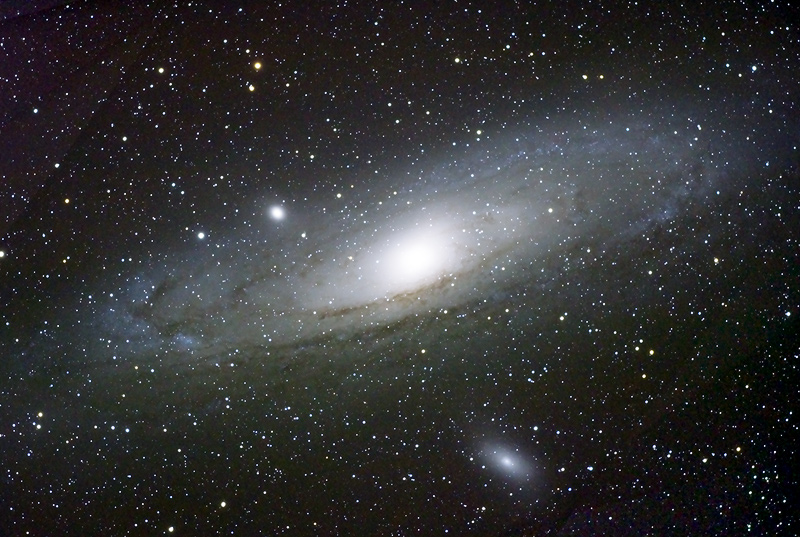
仙女座星系与它的两个最近的卫星星系M32，和M110。

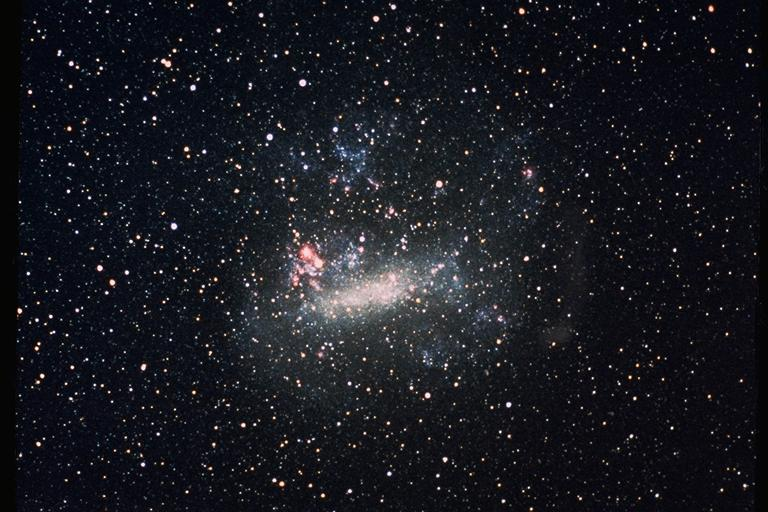
大麥哲倫星系是我們銀河系最大的衛星星系，和是本星系群的第四大的衛星星系。

衛星星系是受到引力影響而環繞另一個大星系的星系。 星系是由數量龐大的天體（像是恆星、行星、和星雲）組成的，雖然彼此之間沒有互相直接的聯結，但它有個質量中心，代表所有質量的平均位置。這好比相似於日常所有的物質都有質量中心，就是所有組成的原子質量平均所在的位置。
在一對互繞的星系中，如果其中一個大於另一個，大的就是「主要的」星系，較小的就是衛星。如果兩個星系幾乎是一樣的大，則會被稱為雙星系系統。
星系相互遭遇時，可以在任何的方向上發生碰撞、合併、相互撕裂、或傳送部分天體給對方。在這些情況下，困難的是得知一個星系由何處結束，而另一個又從哪裡開始。星系間的「碰撞」不會是一個星系的天體和另一個星系的天體相互的劇烈撞擊，因為星系內部的空間仍然幾乎都是空的。

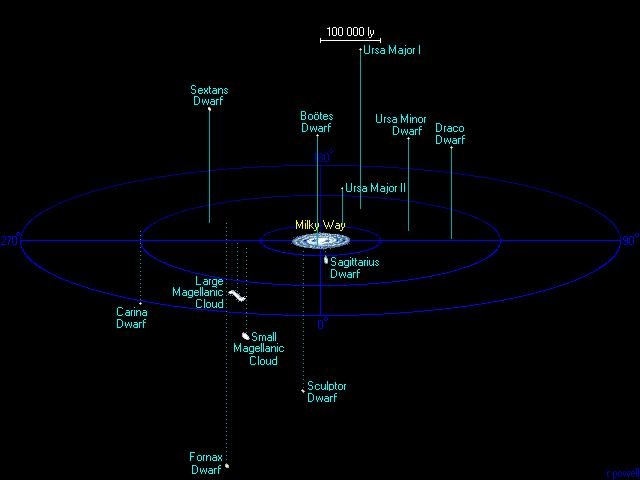
我們銀河系的衛星星系。